# Костадин Джамбазов
Костадин Николов Джамбазов е български футболист, полузащитник. Висок е 183 см и тежи 78 кг.

## Кариера
Играл е за Черноморец (Бургас) в „Б“ РФГ - 1997/98 (17 мача и 4 гола), 1998/99 (24/5) и в „А“ РФГ - 1999/00 (23/2), 2000/01 (19/2), 2001/02 (36/7), 2002/ес. (7/1). За Литекс (Ловеч) - 2004/пр. (12/2), 2004/05 (16/2) и за Нафтекс (Бургас) - 2005/06 (21/3). От началото на есенния полусезон на 2006 г. играе за Славия (София). Носител на купата на страната през 2004 г. с Литекс. В турнира за купата на УЕФА с екипа на Литекс е изиграл 2 мача и е вкарал 1 гол. За младежкия национален отбор е играл в 12 мача и е отбелязал 2 гола.